# 千代田石岡インターチェンジ

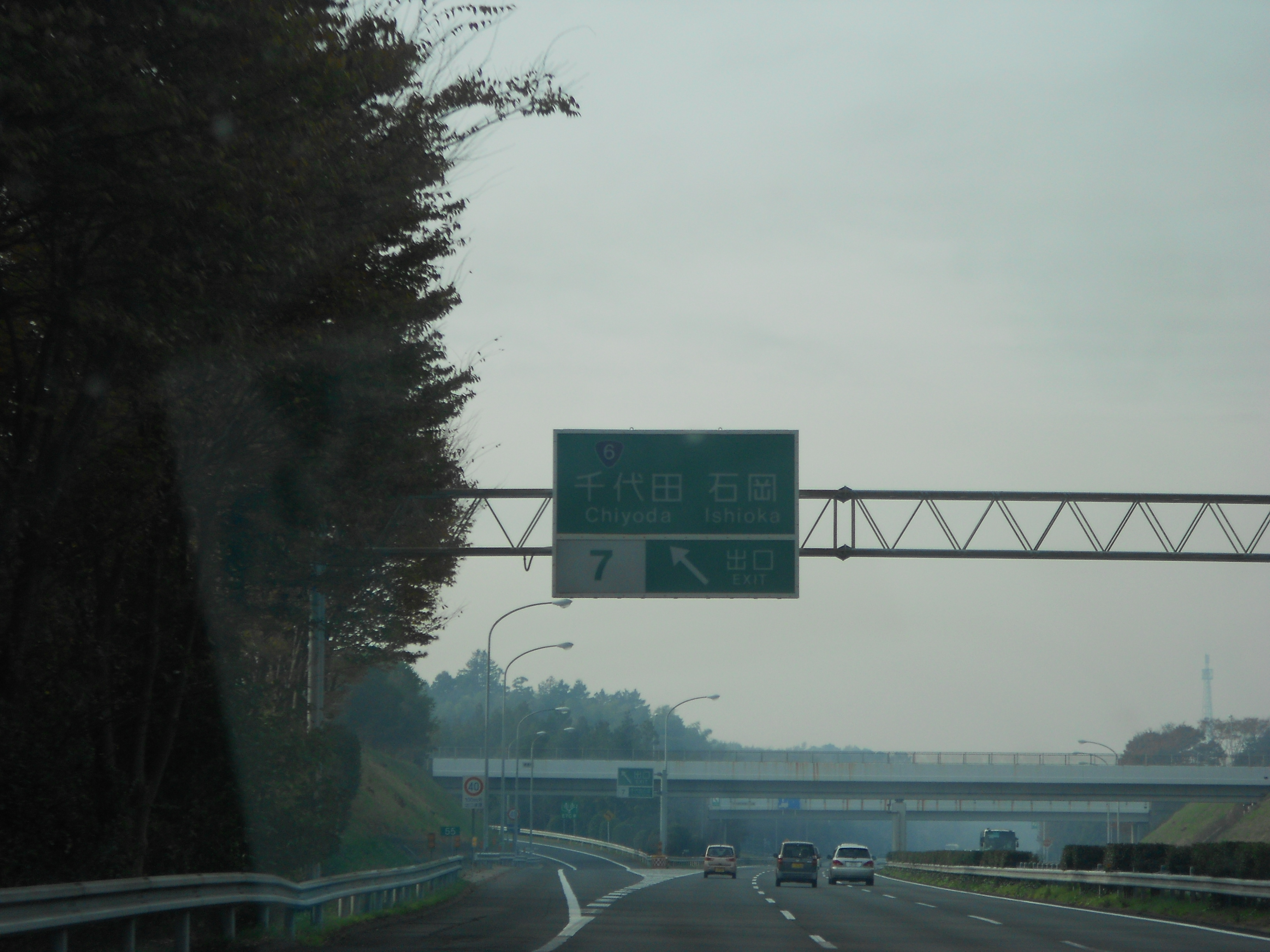
上り方面出口(2011年11月27日撮影)

千代田石岡インターチェンジ（ちよだいしおかインターチェンジ）は、茨城県かすみがうら市下志筑にある、常磐自動車道のインターチェンジ。石岡市や鉾田市への最寄りとなるインターチェンジのひとつ。

## 歴史
- 1982年（昭和57年）3月30日：谷田部IC - 千代田石岡IC間開通に伴い、供用開始[1]。
- 1984年（昭和59年）3月27日：千代田石岡IC - 那珂IC間開通[1]。

## 周辺
- 石岡駅（JR東日本・常磐線）
- 霞ヶ浦
- かすみがうら市役所
- つくば国際大学高等学校千代田校舎
- 茨城空港

## 道路
- E6 常磐自動車道（7番）

## 接続する道路
- 直接接続
  - 国道6号

## 料金所
- ブース数：8

### 入口
- ブース数：3
  - ETC専用：1
  - ETC・一般：1
  - 一般：1

### 出口
- ブース数：5
  - ETC専用：2
  - ETC・一般：1
  - 一般：2

## 隣
E6 常磐自動車道
(6)土浦北IC - 千代田PA/SIC（SICは事業中） - (7)千代田石岡IC - (7-1)石岡小美玉SIC - 美野里PA - (8)岩間IC